# Royal William Victualling Yard

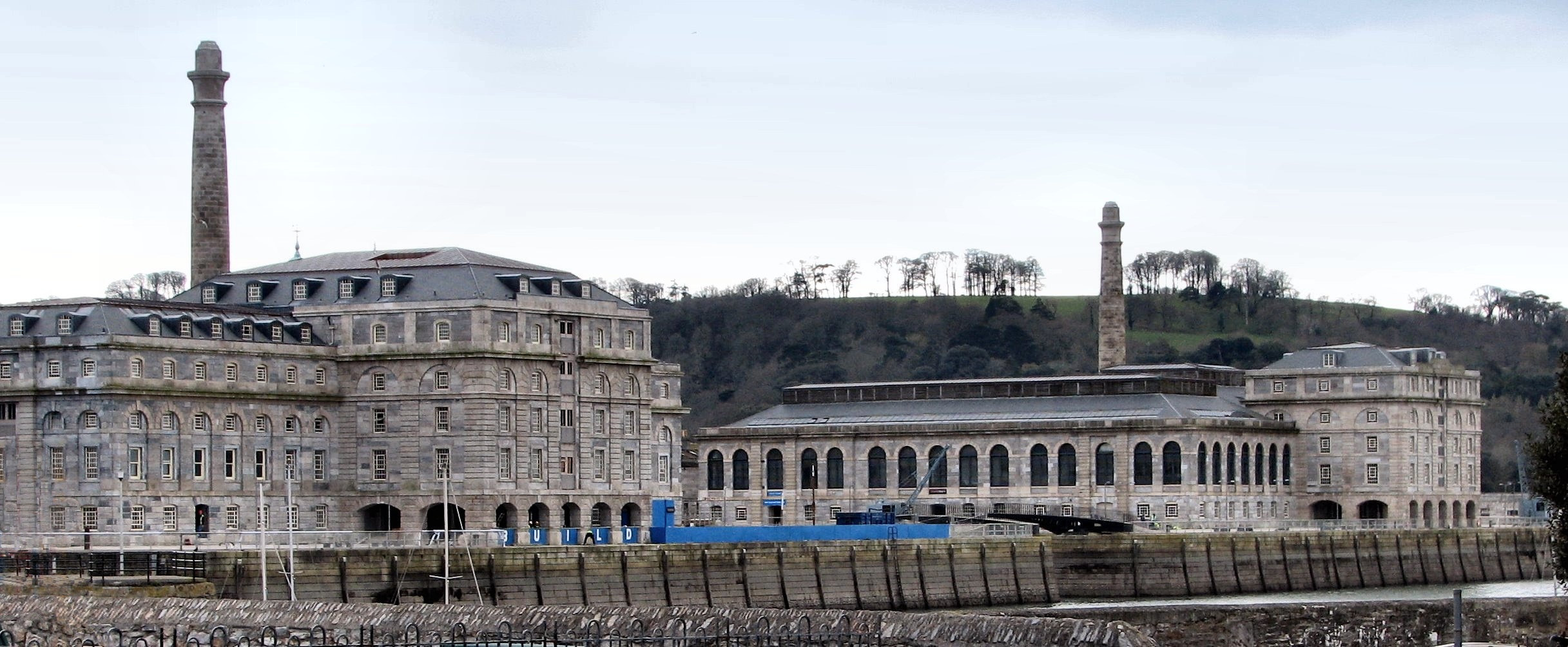
Ufer des Royal William Yard

Der Royal William Victualling Yard war das ehemalige zentrale Proviantmagazin für die britische Marinebasis Devonport. Der Gebäudekomplex liegt in Stonehouse, einem Stadtteil von Plymouth, an der Mündung des Tamar in den Plymouth Sound. Der als Scheduled Monument geschützte Gebäudekomplex verfügt über zahlreiche nach Grade I eingestufte Baudenkmäler. Die Anlage gilt wegen ihrer Architektur, ihrer staatlichen Planung und wegen des vollständigen Erhaltungszustands als herausragendes Industriedenkmal aus der ersten Hälfte des 19. Jahrhunderts in England.

## Geschichte
1823 beschloss die Admiralität den Bau eines neuen Proviantmagazins für die Marinebasis Devonport. Die Entwürfe für die Anlage stammen von dem Architekten und Bauingenieur John Rennie. Der Baubeginn erfolgte 1826, die Bauleitung hatte Hugh McIntosh unter Aufsicht von Rennie und Philip Richards. Ein 2,4 ha großer Teil des insgesamt über 6 ha großen Baugrundstücks wurde durch Landgewinnung gewonnen, hierfür mussten Sträflinge in Zwangsarbeit etwa 300.000 t Gestein im Meer versenken. 1835 waren die Bauarbeiten an dem Komplex abgeschlossen, benannt wurde die Anlage nach dem damaligen König Wilhelm IV., der vor seiner Thronbesteigung als Lord High Admiral Oberbefehlshaber der Royal Navy gewesen war.

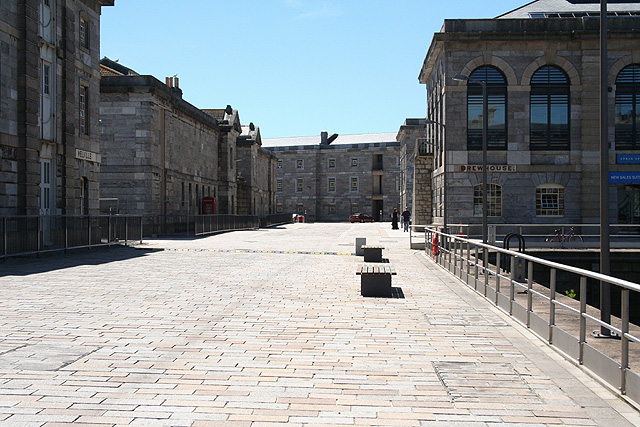
Gebäude des Royal William Yard, rechts das Hafenbecken, dahinter die ehemalige Brauerei

Bereits 1833 war das neue Proviantmagazin betriebsbereit, dennoch wurden viele Einrichtungen wie das Schlachthaus und die Brauerei in den nächsten Jahren nur wenig genutzt. Ursache hierfür waren neuere Methoden zur Konservierung und Lagerung von Lebensmitteln, aber auch Änderungen an den Lebensmittelrationen der Royal Navy. So wurde 1831 die tägliche Bierration für die Matrosen gestrichen, so dass die gewaltige Brauerei, die auf eine Tagesproduktion von 137.000 l Bier ausgelegt war, nur geringe Mengen Bier für das nahe gelegene Marinehospital zu produzieren brauchte. Ab den 1880er Jahren waren die Einrichtungen des Proviantmagazins veraltet, deshalb wurden die meisten Gebäude umgebaut und fortan als Lagerhäuser und Waffenarsenale genutzt. Der endgültige Niedergang des ehemaligen Proviantmagazins begann mit der Abschaffung der täglichen Rumration in der Royal Navy 1971, so dass auch das Spirituosenlager nicht mehr benötigt wurde. 1985 beschloss die Marineverwaltung die Schließung der Anlage, am 26. August 1992 endete die Nutzung durch die Marine. 1993 wurde der Gebäudekomplex der Plymouth Development Corporation übergeben. Verschiedene Folgenutzungskonzepte wurden nicht realisiert. Das Architekturbüro Gilmore Hankey Kirke erstellte schließlich Entwürfe, die 2006 mit dem RIBA Conservation Awards, einem angesehenen britischen Architekturpreis ausgezeichnet wurden. Nach diesen Entwürfen begann 2006 die Entwicklungsgesellschaft Urban Splash mit dem Umbau zum Royal William Yard als Büro-, Geschäfts- und Freizeitzentrum. Der Umbau ist noch nicht vollständig abgeschlossen (Stand 2012), doch die am Ufer gelegene Anlage ist bereits ein neuer beliebter Freizeittreff in Plymouth geworden.

## Anlage
Die ummauerte Anlage wurde auf dem nördlichen Teil der Landspitze Devil’s Point um ein zentrales Hafenbecken errichtet, in dem die Barkassen anlegen konnten, um den Proviant zu den im Plymouth Sound ankernden Kriegsschiffen zu bringen. Um das Becken entstanden eine Brauerei, eine Küferei, Lagerhäuser, ein Schlachthaus, Büros und Quartiere für die oberen Verwaltungsangestellten sowie eine Mühle und eine Bäckerei. Die Anlage wurde äußerlich nur wenig verändert und überstand auch die Luftangriffe während des Zweiten Weltkriegs unbeschadet, so dass sie heute ein einzigartiges Architekturdenkmal bildet.
Die Gebäude im spätgeorgianischen Stil sind aus Kalkstein mit Fensterstürzen, Gesimsen und anderen Verzierungen aus Granit errichtet. Als Brandschutz wurden bei einem Teil der Gebäude beim Innenausbau und bei den Dächern Metall anstelle von Holz oder Schiefer verwendet.

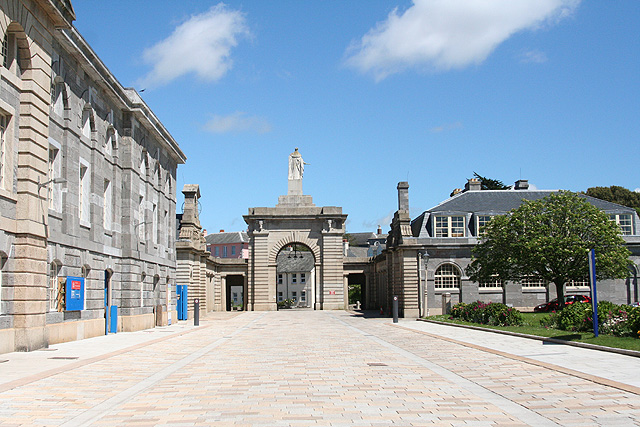
Haupttor, rechts die Wache

- Die im Südwesten gelegene Hauptzufahrt ist repräsentativ gestaltet. Das Haupttor im Stil eines Triumphbogens wird von einer über 4 m hohen Sandsteinstatue von Wilhelm IV. bekrönt. Rechts des Haupttors befindet sich das ehemalige Schlachthaus. In dem eingeschossigen Gebäude konnten bis zu 80 Rinder gleichzeitig geschlachtet werden. Das Gebäude wurde um 1885 in ein Lagerhaus umgebaut.
- Die Mahlsteine der Getreidemühle wurden mit Hilfe von Dampfmaschinen betrieben, im angrenzenden Gebäudeteil befand sich die Bäckerei. 1925 wurden die Gebäude in ein Lagerhaus umgebaut, 1929 und in den 1960er Jahren wurden sie durch Brände beschädigt, sie wurden jedoch wiederhergestellt.
- Die gewaltige Brauerei wurde nie voll ausgenutzt. Ab 1885 wurde das Gebäude als Schlachthaus genutzt, ab 1929 diente es als Waffenarsenal und von 1936 bis 1971 als Torpedowerkstatt. 1972 wurde es Hauptquartier einer Einheit der Royal Marines.
- In der Küferei konnten über 100 Küfer die für die Lagerung von Brot, Fleisch, Wasser und Bier benötigten Fässer herstellen. Da der Bedarf an Fässern im 19. Jahrhundert stark abnahm, wurde das Gebäude 1891 wurde in ein Waffenarsenal umgebaut, in der 1899 erbauten neuen Küferei arbeiteten nur noch 12 Küfer, außerdem waren hier weitere Werkstätten untergebracht.
- Das 76 × 61 m große zentrale Hafenbecken wurde 1826 bis 1832 errichtet. Ursprünglich standen entlang der Kaimauern des rechteckigen Beckens Kräne, die jedoch später abgebaut wurden. Die Zufahrt des Beckens wird von einer 1833 bis 1835 erbauten eisernen Drehbrücke überspannt, so dass Arbeiter rund um das Becken gehen konnten.
- Das als Lagerhaus dienende Melville Building ist wegen seiner Lage mittig vor dem Hafenbecken mit einem Uhrturm geschmückt. Das dreigeschossige Clarence Building wurde 1829 bis 1831 als Lagerhaus für Schnaps, Essig und Bier erbaut. 1891 wurde es in ein Bürogebäude umgebaut und diente später als Werkstatt und Lager.